# Колыма
Колыма́ (эвен. Кӯлу якут. Халыма) — река в Якутии и Магаданской области России. Длина — 2129 км (от истока реки Кеньеличи, правой составляющей реки Кулу, — 2513 км), из них около 1400 км на территории Магаданской области, остальное — на территории Якутии. Площадь бассейна — 643 тысячи км². Годовой сток составляет около 120 км³.

## Этимология
Существует мнение о происхождении гидронима Колыма от северноюкаг. kulumaa «река», но этимология этого слова неясна, и оно может быть заимствовано из неизвестного субстратного языка.
Исследователь истории освоения Арктики С. В. Попов в книге «Морские имена Якутии» считает гидроним производным от эвенкийского слова кулу с неизвестной этимологией. От этого слова производны чукотское Экулумен и русское Колыма.
На прауральском языке *kal(e)ma (ср. с фин. kuolema; мар. колымаш) означает «смерть» или «могила». Эвены, по территории расселения которых протекает река, называли её Кулу; сейчас название Кулу сохранилось лишь за правой составляющей Колымы. Эвенское кула означает «склон берега реки, обращённый на север» или «северный склон», что вряд ли могло дать название большой реке. Возможно заимствование названия эвенами из коряк.-чукот. куул (глубокая речка), что более убедительно. Землепроходец Михаил Стадухин в донесении 1643 года упоминает как Ковыма-река, позже Колыма. Этимологическая связь между Кулу и Колыма не установлена.

## География

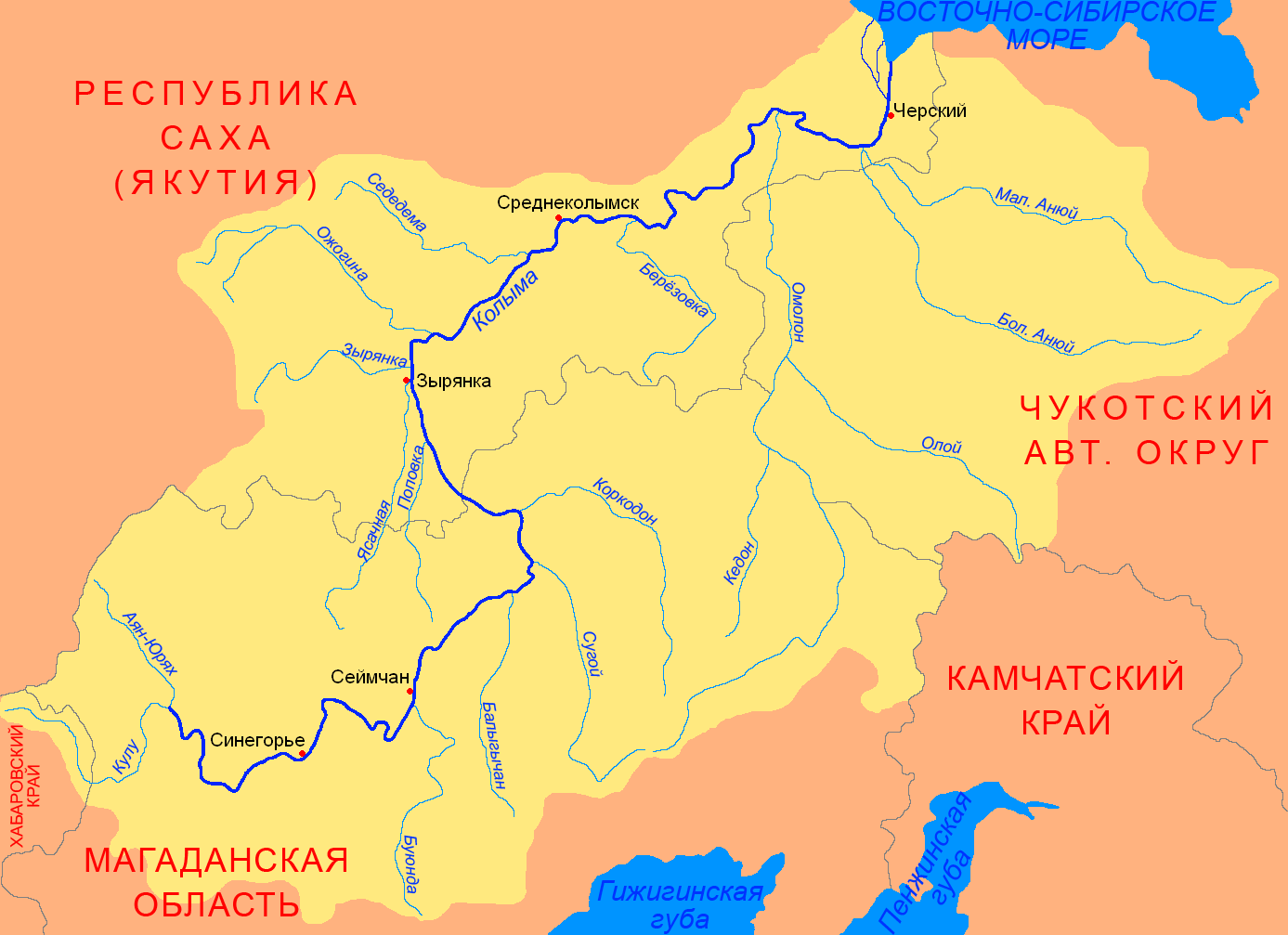
Водосборный бассейн Колымы

Река образуется от слияния рек Аян-Юрях и Кулу, берущих начало на Охотско-Колымском нагорье.
Впадает в Колымский залив Восточно-Сибирского моря тремя главными протоками: Каменная Колыма — правая, судоходная, Походская Колыма и Чукочья. Длина дельты 110 км, площадь 3000 км².

## Притоки
Указаны притоки длинной 50 км и более:

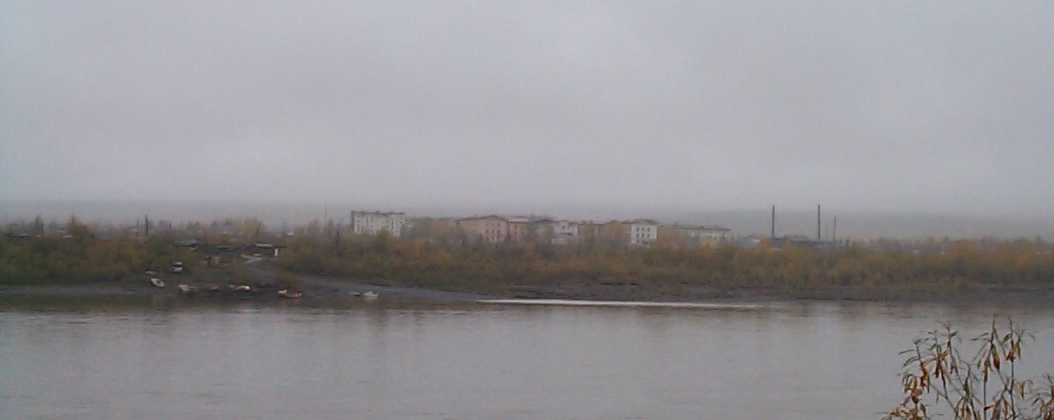
Дебин за Колымой в осеннее утро

| Название                                      | Расстояние от устья | Длина | Положение |
| --------------------------------------------- | ------------------- | ----- | --------- |
| Сухарная                                      | 21                  | 92    | правый    |
| Пантелеиха                                    | 120                 | 132   | правый    |
| протока Стадухинская                          | 132                 | 332   | левый     |
| виска Ермоловская                             | 178                 | 67    | правый    |
| Омолон                                        | 282                 | 1114  | правый    |
| протока Сухановская                           | 335                 | 116   | левый     |
| протока Большая Шубинская                     | 370                 | 109   | левый     |
| Крестовка                                     | 393                 | 136   | правый    |
| виска Даркылах                                | 449                 | 51    | левый     |
| Олом-Сень                                     | 557                 | 55    | левый     |
| Берёзовка                                     | 559                 | 517   | правый    |
| Осетровка (в верховье Улах-Осетровка)         | 586                 | 91    | правый    |
| Анкудинка                                     | 641                 | 123   | левый     |
| Зеледееха (в верховье Лев. Зеледееха)         | 679                 | 62    | правый    |
| Седедема (Федотиха) (в верховье Ср. Седедема) | 709                 | 567   | левый     |
| Слёзовка                                      | 715                 | 128   | правый    |
| Каменка (в верховье Лев. Каменка)             | 749                 | 279   | правый    |
| Холболох-Сиене (Орто-Сала)                    | 750                 | 51    | левый     |
| Титерхтях-Юрюе                                | 782                 | 52    | правый    |
| Сяпякине                                      | 804                 | 301   | правый    |
| Ирелях-Сиене                                  | 849                 | 143   | правый    |
| Хатыннах-Сиенэ (в верховье Нал-Сиенэ)         | 860                 | 83    | левый     |
| Ожогина                                       | 888                 | 523   | левый     |
| Мангазейка                                    | 913                 | 78    | левый     |
| Зыранка                                       | 958                 | 299   | левый     |
| Ясачная (в верховье Прав. Ясачная)            | 970                 | 490   | левый     |
| Малая Горбункова                              | 992                 | 59    | правый    |
| Поповка                                       | 1058                | 356   | левый     |
| Шаманиха                                      | 1065                | 231   | правый    |
| без названия                                  | 1120                | 63    | левый     |
| Налучье                                       | 1177                | 81    | левый     |
| Большая Столбовая                             | 1218                | 122   | правый    |
| Коркодон                                      | 1228                | 476   | правый    |
| Бургали                                       | 1271                | 134   | левый     |
| Мутная                                        | 1276                | 52    | левый     |
| Сугой                                         | 1300                | 347   | правый    |
| Нягаин (в верховье Прав. Нягаин)              | 1335                | 84    | правый    |
| Балыгычан (в верховье Лев. Балыгычан)         | 1353                | 400   | правый    |
| Бургали                                       | 1366                | 91    | правый    |
| без названия                                  | 1399                | 63    | левый     |
| без названия                                  | 1405                | 70    | левый     |
| Суксукан (в верховье Прав. Суксукан)          | 1462                | 64    | правый    |
| Чалбага-Юрях                                  | 1480                | 57    | правый    |
| Джегдян (Чагыдан)                             | 1525                | 77    | правый    |
| Сеймчан                                       | 1550                | 186   | левый     |
| Эльген (в верховье Прав. Эльген)              | 1557                | 119   | левый     |
| Буюнда                                        | 1573                | 434   | правый    |
| Среднекан (в верховье Лев. Среднекан)         | 1622                | 89    | правый    |
| Лыглыхтах (в верховье Прав. Лыглыхтах)        | 1747                | 79    | левый     |
| Таскан                                        | 1754                | 232   | левый     |
| Оротукан                                      | 1796                | 110   | правый    |
| Дебин (в верховье руч. Арчагыл)               | 1809                | 248   | левый     |
| Бахапча                                       | 1839                | 212   | правый    |
| Обо                                           | 1915                | 78    | правый    |
| Эльгення                                      | 1917                | 78    | левый     |
| Детрин                                        | 1944                | 222   | правый    |
| Тенька (Тэнкэ)                                | 1985                | 137   | правый    |
| Большой Тыэллах                               | 2059                | 59    | левый     |
| Большой Хатынгнах                             | 2083                | 76    | правый    |
| Ухомыт                                        | 2094                | 54    | левый     |
| Неча (в верховье Бол. Неча)                   | 2108                | 55    | правый    |

## Гидрология
Питание реки смешанное: снеговое (47 %), дождевое (42 %) и подземное (11 %). Площадь водосбора составляет 647000 м². Половодье с середины мая по сентябрь. Размах колебаний уровня до 14 м. Среднегодовой расход воды — у Среднеколымска (641 км от устья) — 2250 м³/с, наибольший — 25 100 м³/с (июнь), наименьший — 23,5 м³/с (апрель). Годовой сток в устье — 123 км³. Средний годовой сток наносов 5,5 млн т. В летнее время уровень воды в Колыме падает, и только в период дождей наблюдается подъём воды и образование кратковременных паводков. Температура воды в реке низкая — 10—15 °C, и только на спокойных участках в конце июля — начале августа достигает 20—22 °C. Замерзает в середине октября, реже в конце сентября. Перед ледоставом ледоход и шугоход продолжительностью от 2 суток до месяца, зажоры. Зимой наледи, русловые и обширные грунтовые. Вскрывается во 2-й половине мая — начале июня. Ледоход длится от 2 до 18 суток, сопровождается заторами.

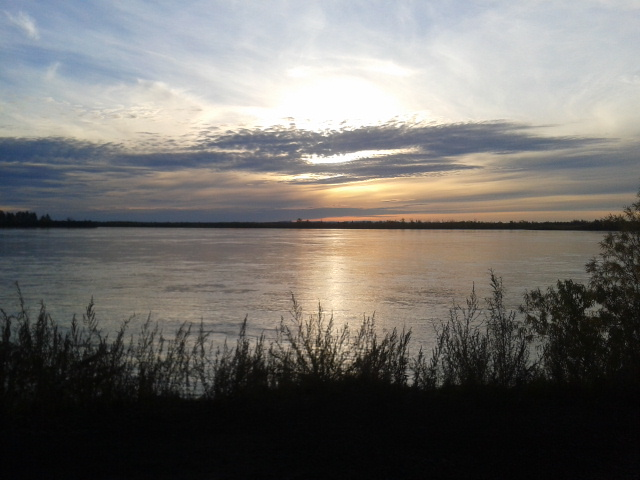
Вид со стороны Зырянки

### Среднегодовые расходы воды за многолетний период
| Пост           | км от устья | Водосбор, тыс. км | Общий годовой сток, млн м³ |
| -------------- | ----------- | ----------------- | -------------------------- |
| Оротук         | 2059        | 42,6              | 8735                       |
| Дусканья       | 1963        | 50,1              | 10 700                     |
| Синегорье      | 1840        | 61,5              | 14 400                     |
| Усть-Среднекан | 1623        | 99,4              | 23 200                     |
| Среднеколымск  | 641         | 361,0             | 70 400                     |
| Колымское-1    | 273         | 525,0             | 120 000                    |

| Средний расход воды (м³/с) реки Колыма по месяцам с 1978 по 1994 гг. (замеры производились на гидрологическом посту в Колымском) |

## Ихтиофауна
В водах Колымы обитает 33 вида рыб и рыбообразных. Промысловое значение имеют ряпушка, муксун, сиг, нельма, омуль.

## Исторические сведения
Открытие Колымы русскими последовало вслед за открытием реки Индигирки и Алазеи, открытых в 1638—1639 годы, так как уже в 1644 году поморец Михаил Стадухин основал на Колыме Нижнеколымское зимовье и доставил первое сведение о воинственных чукчах. Вскоре из Нижнеколымского зимовья, обращённого в укрепление, или острог, начали делаться поиски к востоку для отыскания новых земель (в 1647 и 1648 годах).
Семён Дежнёв, в товариществе с другими казаками, предпринял морские путешествия к востоку, для открытия устья реки Анадырь. Отсюда же не раз предпринимались морские и сухопутные экспедиции для открытия и описи берегов и соседних с ними островов. Дмитрий Лаптев в 1741 году, описывая Колымское прибрежье, соорудил на устье Каменной Колымы опознавательный знак, или маяк. Отсюда же шли экспедиции Врангеля, Биллингса и других.
Большая часть лагерей Дальстроя находилась в удалённых областях на северо-востоке СССР (как, например, Береглаг на Колыме).

## Хозяйственное использование

### Судоходство
Колыма судоходна от устья реки Бахапча (регулярное судоходство — от Сеймчана); навигация 4—5 месяцев. Основные порты: Сеймчан (Колымское), Зырянка и в устье Черский (Зелёный Мыс).

### Гидроэнергетика
На реке находится комплекс гидроэлектростанций, который обеспечивает электроэнергией большую часть Магаданской области и Магадана. Колымский каскад ГЭС, суммарной действующей мощностью 1068 МВт, среднегодовой выработкой 3,33 млрд кВт⋅ч и состоящий из двух ступеней:
- первая ступень — Колымская ГЭС, мощностью 900 МВт и выработкой 3,33 млрд кВт⋅ч (площадь водохранилища — 454 км²[15]);
- вторая ступень — строящаяся Усть-Среднеканская ГЭС, проектной мощностью 570 МВт[15] и выработкой 2,56 млрд кВт⋅ч (площадь водохранилища — 265,5 км²[15]).

В бассейне Колымы разрабатываются крупные месторождения золота.